# Retro vtrojom
Retro vtrojom (russisk: Ретро втроём) er en russisk spillefilm fra 1998 af Pjotr Todorovskij.

## Medvirkende
- Jelena Jakovleva som Rita
- Sergej Makovetskij som Sergej
- Jevgenij Sidikhin som Kostja
- E. Boginskaja
- Elvira Bolgova